# Station London King's Cross
King's Cross  is een spoorwegstation in Londen, in de wijk Kings Cross. Het station werd eind 19de eeuw door de toenmalige spoorwegmaatschappij London and North Eastern Railway (LNER) gebouwd. Deze prestigieuze spoorwegonderneming onderhield tot 1948 treindiensten tussen Londen en het oosten en noordoosten van het Verenigd Koninkrijk: Peterborough, York, Darlington, Durham, Newcastle en Edinburgh via de East Coast Main Line, met takken naar Leeds en Hull. De expresstrein die op dit traject reed, was de Flying Scotsman.
Het ontwerp, zowel van het stationsgebouw als van de perronoverkappingen, is van de hand van Lewis Cubitt. In de voorgevel van het station is de vorm van de overkappingen duidelijk zichtbaar: een voor die tijd opmerkelijke mate van functionalisme.
Het station werd gebouwd naast het station Saint Pancras, dat toebehoorde aan de grootste concurrent van de LNER, de London, Midland and Scottish Railway (LMS). Ook dit treinbedrijf reed tussen London en Edinburgh, maar dan via het westen van Engeland. In een tijd van ongebreidelde concurrentie zorgde dit meer dan eens voor problemen. Elke maatschappij probeerde de goedkoopste, de snelste, de beste te zijn. "Bookmakers" gingen zelf dagelijkse weddenschappen aan, met als inzet de vraag welke trein die dag als eerste de bestemming zou bereiken. De machinisten van de maatschappijen beschouwden het als een eer om eerder op de bestemming te arriveren dan de concurrent. Op een gegeven ogenblik kondigde de Britse regering snelheidsbeperkingen af, omdat de snelheidslust volledig uit de hand liep.

## Treinverbindingen
Treinen worden gereden door London North Eastern Railway, Govia Thameslink Railway, Hull Trains, Grand Central en Lumo.
| Treinsoort                        | Route                                                                              | Frequentie                                                 | Bijzonderheden                                            |
| --------------------------------- | ---------------------------------------------------------------------------------- | ---------------------------------------------------------- | --------------------------------------------------------- |
| Intercity (East Coast)            | London - Peterborough - Doncaster - Wakefield - Leeds                              | 1x per uur                                                 | 1x per dag naar Skipton                                   |
| Intercity (East Coast)            | London - Stevenage - Grantham - Doncaster - Leeds                                  | 1x per uur                                                 | 1x per dag naar Harrogate, 1x per dag naar Bradford       |
| Intercity (East Coast)            | London - York - Newcastle - Berwick-upon-Tweed - Edinburgh                         | 1x per uur                                                 | 3x per dag naar Dundee en Aberdeen; 1x per dag naar Perth |
| Intercity (East Coast)            | London - Peterborough - Doncaster - York - Durham - Newcastle)                     | 1x per uur                                                 | 1x per dag naar Glasgow                                   |
| Intercity (East Coast)            | London - Stevenage - Peterborough - Grantham - Newark - Retford - Doncaster - York | 1x per uur (Londen - Newark), 1x per 2 uur (Londen - York) | 1x per dag naar Newcastle; 1x per dag naar Lincoln        |
| Intercity (Hull Trains)           | London - Doncaster - Selby - Hull                                                  | 7x per dag                                                 |                                                           |
| Intercity (Grand Central)         | London - York - Hartlepool - Sunderland                                            | 5x per dag                                                 |                                                           |
| Intercity (Grand Central)         | London - Doncaster - Wakefield - Halifax - Interchange                             | 4x per dag                                                 |                                                           |
| Sneltrein (First Capital Connect) | London - Cambridge                                                                 | 1x per uur                                                 |                                                           |
| Sneltrein (First Capital Connect) | London - Cambridge - Ely - King's Lynn                                             | 1x per uur                                                 |                                                           |
| Sneltrein (First Capital Connect) | London - Stevenage - Hitchin - Royston - Cambridge                                 | 1x per uur                                                 |                                                           |
| Stoptrein (First Capital Connect) | London - Welwyn Garden City - Stevenage - Hitchin - Royston - Cambridge            | 1x per uur                                                 |                                                           |
| Sneltrein (First Capital Connect) | London - Stevenage - Hitchin - Peterborough                                        | 1x per uur                                                 |                                                           |
| Stoptrein (First Capital Connect) | London - Welwyn Garden City - Stevenage - Hitchin - Peterborough                   | 1x per uur                                                 |                                                           |
| Stoptrein (First Capital Connect) | London - Finsbury Park - Enfield - Hertford - Stevenage                            | 1x per uur                                                 | Weekend dienst                                            |
| Stoptrein (First Capital Connect) | London - Finsbury Park - Enfield - Hertford                                        | 1x per uur                                                 | Weekend dienst                                            |
| Stoptrein (First Capital Connect) | London - Finsbury Park - Potters Bar - Welwyn Garden City                          | 2x per uur                                                 | Weekend dienst                                            |

## Brand
In 1987 brak een grote brand uit in het nabijgelegen metrostation King's Cross St. Pancras waarbij 31 doden vielen.

## Harry Potter
King's Cross speelt een rol in de serie boeken rond Harry Potter van de Engelse schrijfster J. K. Rowling. Vanaf hier vertrekt de Zweinsteinexpres, die de leerlingen naar hun school vervoert. De trein vertrekt vanaf het geheime perron 9 3/4, gelegen tussen de sporen 9 en 10. Dit perron kan alleen gevonden worden door heksen en tovenaars. Rowling vergiste zich echter, want de sporen 9 en 10 liggen niet aan hetzelfde perron. Rowling dacht aan de perronindeling van St Pancras (station ernaast) toen ze schreef over de trein. Voor de verfilming van de boeken werd dan ook het perron tussen de sporen 4 en 5 gebruikt en tot 2012 stond op deze plek op de muur een plaquette met de tekst "Perron 9 3/4". Sinds 2012 is er een Harry Potter shop in de stationshal met naast de ingang een half bagagekarretje en erboven het bord met perron 9 3/4. Ook wordt op het station jaarlijks op 1 september(de dag waarop het schooljaar op Zweinstein begint) om 11:00 uur symbolisch de vertrektijd van de Zweinsteinexpres omgeroepen. Deze verschijnt dan ook op de overzichtsborden. Voor dit moment verzamelen zich op die dag duizenden Harry Potter-fans op het station.  

## Boudicca
Volgens een legende zou het graf van Boudicca, de Britse koningin die tegen de Romeinen streed, zich onder spoor 9 of 10 bevinden. Hiervoor is geen enkel bewijs, aangezien er geen enkele aanwijzing is waar Boudicca's graf zich zou bevinden. Desondanks blijft het verhaal populair.

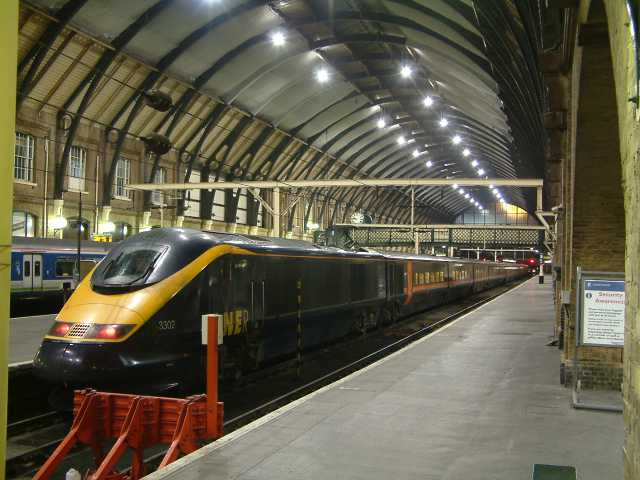
King's Cross
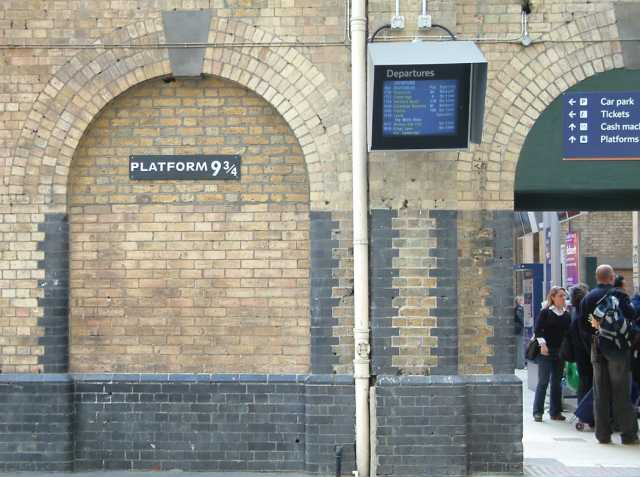
Perron 9¾
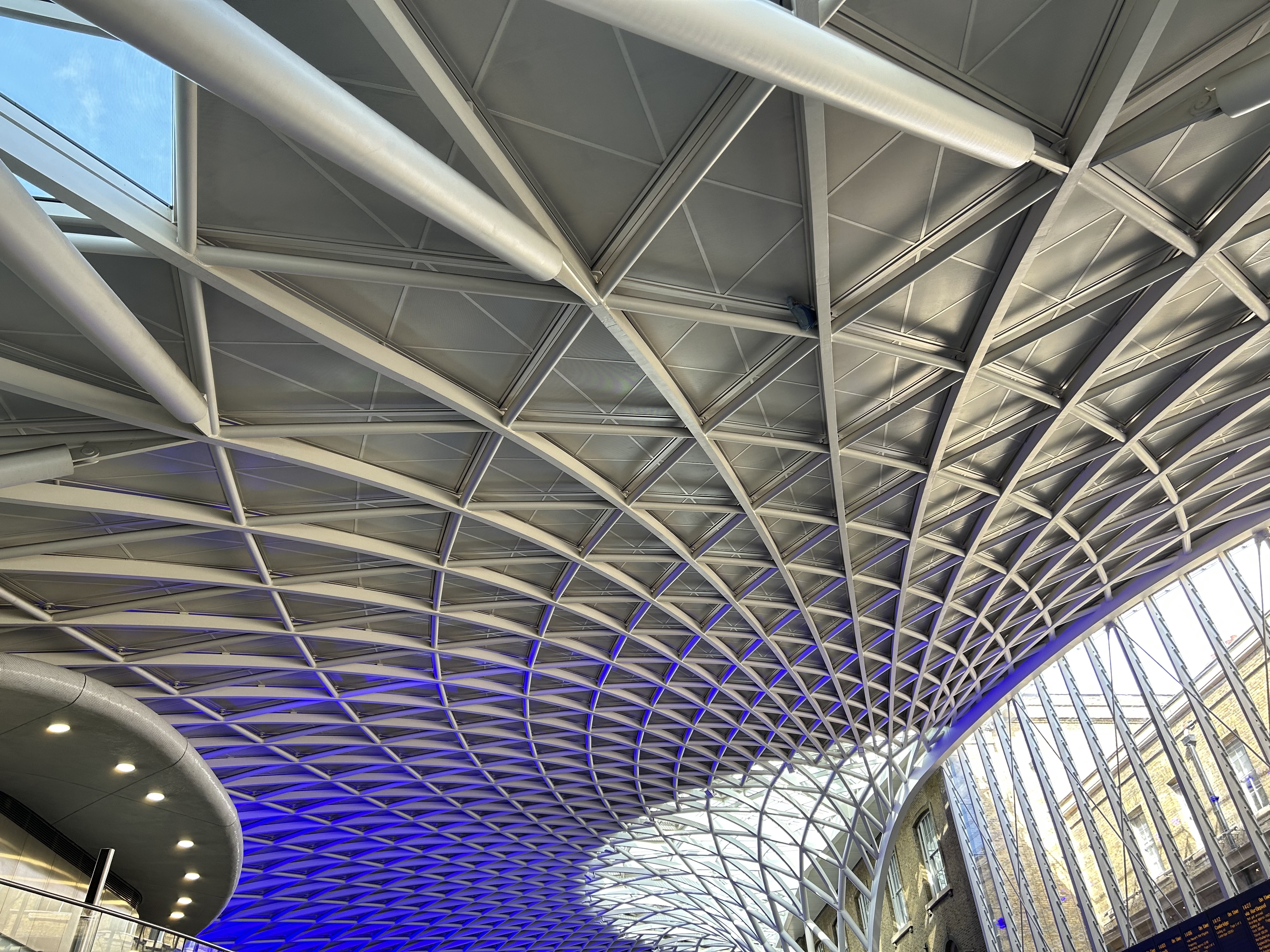
King's Cross